# Цулукидзе, Леван Александрович
Леван Александрович Цулукидзе (1918 год, село Бобоквати, Батумская область, Кутаисская губерния — 1992 год, село Бобоквати, Кобулетский муниципалитет, Грузинская ССР) — грузинский советский хозяйственный деятель, председатель колхоза имени Молотова Кобулетского района, Аджарская АССР, Грузинская ССР. Герой Социалистического Труда (1951). Депутат Верховного Совета СССР 3-го созыва.

## Биография
Родился в 1918 году в крестьянской семье в cеле Бобоквати Батумской области (сегодня — Кобулетский муниципалитет). С раннего возраста трудился в сельском хозяйстве.
В 1933 году вступил в ВЛКСМ. В 1938 году окончил педагогическое училище и в 1942 году — Тбилисский государственный университет. С 1939 года — член ВКП(б). По окончании университета трудился в Кобудетском районном военном комиссариате. В последующие годы: директор фабрики по упаковке цитрусовых плодов (1943), первый секретарь Кобулетского райкома ВЛКСМ (1943—1944), председатель Кобулетского горисполкома (1945). В январе 1946 года избран председателем колхоза имени Тельмана Кобулетского района и в середине этого же года — председателем колхоза имени Молотова Кобулетского района с усадьбой в селе Бобоквати.
За короткое время вывел колхоз имени Молотова в число передовых сельскохозяйственных предприятий Кобулетского района. В колхозе трудилась звеньевая Бесире Мухамедовна Концелидзе, которая стала инициатором социалистического движения среди колхозников. По итогам работы в 1948 и 1949 годах многие труженики показывали выдающиеся трудовые результаты. Одиннадцать колхозников были награждены званием Героя Социалистического Труда. Леван Цулукидзе за успешное руководством колхоза был награждён Орденом Ленина.
В 1950 году колхоз сдал государству в среднем с каждого гектара по 5098 килограмм сортового зелёного чайного листа с площади 83,8 гектара. Указом Президиума Верховного Совета СССР от 1 сентября 1951 года удостоен звания Героя Социалистического Труда за «получение в 1950 году высоких урожаев сортового зелёного чайного листа» с вручением ордена Ленина и золотой медали «Серп и Молот» (№ 6155).
Этим же Указом званием Героя Социалистического Труда были также награждены агроном Хасан Юсупович Гатенадзе и звеньевой Теврад Османович Джинчарадзе.
Избирался депутатом Верховного Совета СССР 3-го созыва (1950—1954).
С 1952 года — председатель Кобулетского райисполкома, с 1958 года — директор Чаквианского чайного совхоза, заведующий отделом сбыта фруктов и сельхозпродукции при Совете министров Аджарской АССР, председатель республиканского комитета по ресурсам. С 1975 года — директор Кобулетского тунгомаслобойного завода в селе Очхамури.
Умер в 1992 году.
Награды
- Герой Социалистического Труда
- Орден Ленина — дважды (19.07.1950; 1951)
- Орден Трудового Красного Знамени (29.08.1949)
- Медаль «За трудовую доблесть» (25.12.1959)